# Valentina (película de 2008)
Valentina, la película es una película argentina de comedia romántica de animación tradicional de 2008, estrenada en cines de Argentina, México y Uruguay el 24 de julio de 2008. También tuvo un estreno limitado en Estados Unidos más tarde ese mismo año. Está protagonizada por Florencia Otero, como la voz de Valentina, y Sebastián Francini, como la voz de Fede. Es también el primer largometraje de Illusion Studios.

## Trama
A Valentina le están contando la historia de cómo su abuela consiguió su primer beso. Valentina sueña con su primer beso y cómo se enamorará sin duda alguna, tal como dijo su abuela. Al día siguiente en la escuela, el chico nuevo, Mati, llama la atención de Valen y pronto la invita a una fiesta. Aunque uno de sus amigos, Fede, intenta invitarla a salir, no tiene el valor. Cuando Mati la invita a una fiesta, ellos van, pero pronto Valen se da cuenta de lo cretino que es él en realidad. Cuando la prima de Fede aparece, pensando que es su novia, ella se da cuenta de que él es con quien debería haber estado. En la fogata de fin de la primavera, Valen confiesa sus sentimientos por Fede y él le dice que su "novia" es solo su prima. Se besan y las amigas de Valen cantan una canción al estilo español, y el cachorro de Valen ladra felizmente.

## Reparto
- Florencia Otero como Valentina
- Sebastián Francini como Fede
- Lucila Gómez como Sammy
- Natalí Pérez como Andy
- Gastón D'Angelo como Nacho
- Nicolás Maiques como Lucas
- Mariano Chiesa como Matías/Director/Dark
- Jimena Domínguez como Lucero
- Luciana Falcón como Abuela/Maestra
- Valeria Gómez como Mamá de Fede

## Estreno
Se estrenó en cines de Argentina, México y Uruguay el 24 de julio de 2008, y unos meses después de forma limitada en Estados Unidos.

## Taquilla
Esta película debutó en el puesto #11 en su primer fin de semana, recaudando $72,835 pesos ($340,782 USD). Recaudó $631,182 a nivel mundial.